# Queen of the Highway
Queen Of The Highway è un singolo dei The Doors, inserito nel loro quinto album Morrison Hotel. È la nona traccia e la terz'ultima dell'album. Il testo fu scritto dal cantante e leader del gruppo Jim Morrison e si crede parli della sua fidanzata, Pamela Courson, in particolare lo si può capire nei versi "She was a princess / Queen of the Highway" ("Lei era una principessa / Regina dell'autostrada"), mentre le parole "He was a Monster / Black dressed in leather" ("Lui era un Mostro / Vestito in nera pelle"); infine i versi "I hope it can continue / Just a little while longer" ("Spero possa continuare / solo un piccolo momento in più") forse, come suggerito nella biografia No One Here Gets Out Alive, possono essere interpretati come un "riferimento sarcastico al loro amore travagliato".